# NGC 288
NGC 288 je kuglasti skup u zviježđu Kiparu.

## Vanjske poveznice
- SEDS: NGC 0288